# Duas Rodas Industrial
Duas Rodas é uma empresa multinacional brasileira especializada na fabricação de aromas e ingredientes para as indústrias de alimentos e bebidas. Sua sede está localizada em Jaraguá do Sul, Santa Catarina, Brasil.

## História

### Primeiros anos
A Duas Rodas foi fundada em 1925, em Jaraguá do Sul, Santa Catarina, pelos imigrantes alemães Rudolph e Hildegard Hufenüssler. Inicialmente, a empresa se dedicava à extração de óleos essenciais de plantas tropicais, aproveitando o conhecimento técnico dos fundadores no setor farmacêutico.

### Expansão internacional
A partir da década de 1990, a Duas Rodas iniciou seu processo de internacionalização, marcando presença na América Latina, Ásia, América do Norte e Europa. Esses avanços reforçaram sua posição como uma das principais fabricantes de aromas e ingredientes do mercado global.
Com quase 100 anos de história, a empresa mantém sua sede em Jaraguá do Sul e continua expandindo suas operações, investindo em tecnologia, inovação e novas oportunidades de mercado.

## Atuação e portfólio
A empresa concentra suas operações em três segmentos principais. O mercado de Flavors inclui o desenvolvimento de aromas, extratos naturais e soluções para diversas aplicações industriais. No segmento de Food Service, a empresa oferece ingredientes voltados para a produção de sorvetes, confeitaria, panificação e chocolates. Já na área de Animal Feed (Animal nutrition), são fabricados produtos destinados à alimentação animal, com foco em otimização de sabor e nutrição.
O portfólio da empresa reúne aproximadamente 3.000 produtos, criados para atender às necessidades de diferentes indústrias alimentícias e de bebidas.

## Unidades e presença global
A matriz da empresa está localizada em Jaraguá do Sul, Santa Catarina. No Brasil, a empresa também possui fábricas em Sergipe e São Paulo.
Internacionalmente, a empresa mantém unidades fabris no Chile, Colômbia e México. Além disso, expandiu sua presença global com a abertura de escritórios comerciais na China (2019) e nos Estados Unidos (2021). Em 2024, adquiriu um Centro Avançado de Inovação e Logística na Alemanha, consolidando sua atuação no mercado europeu.

## Reconhecimento
A Duas Rodas é reconhecida por sua atuação em inovação no setor de alimentos e bebidas, sendo premiada em diversas edições do Prêmio Valor Inovação Brasil.